# Stygnomma toledense
Stygnomma toledense – gatunek kosarza z podrzędu Laniatores i rodziny Stygnommatidae.
Gatunek ten opisany został po raz pierwszy w 1977 roku przez Clarence’a Jamesa Goodnighta i Marie Louise Goodnight.
Pajęczak neotropikalny, znany tylko z Belize.